# Nabu
Nabu (akadski klinopis  𒀭𒀝 Nabū, sirsko ܢܒܘ‎) je bil mezopotamski bog pismenosti, znanosti, pisarjev in modrosti. V babilonski astronomiji ga povezujejo s klasičnim planetom Merkur.

## Etimologija in pomen
Akadščina nabû pomeni 'napovedovalec' ali 'pooblaščena oseba', izpeljanka iz semitskega korena n-b-y ali nbʾ. Sorodno je s klasično sirščino: 보기, romanizirano: nəḇiyyā, arabsko: نبي, romanizirano: nabiyy, in hebrejščino: נביא, romanizirano: nāḇi, vse pomeni 'prerok'.

## Zgodovina
Nabuja so častili Babilonci in Asirci. V sumerskem panteonu se je imenoval Nisaba. Babilonci so ga začeli častiti v 1. tisočletju pr. n. št., ko so ga prepoznali kot sina boga Marduka.
Njegovo kultno središče je bilo v Babilonovem sestrskem mestu Borsipa. Njegov kip so vsako Novo leto prinesli v Babilon, da bi lahko izkazal čast svojemu očetu. Nabujeva simbola sta bila glinasta tablica in pisalo, položeno na tablico. V Nabujevem templju se je za darovanje uporabljala posebna, kaligrafsko izpisana tablica. Njegova žena je bila asirska boginja Tašmetu.
Nabu je bil zavetnik pisarjev, pismenosti in modrosti, iznajditelj pisave, preročišče in pokrovitelj racionalnih umetnosti (znanosti). V vlogi preročišča je bil povezan z mezopotamsko boginjo lune Sin.
Nosil je zašiljeno pokrivalo. Če je stal, je imel roke sklenjene kot starodavni duhovniki. Jezdil je krilatega zmaja Siruša, ki je izvorno pripadal njegovemu očetu Marduku. V babilonski astrologiji so ga istovetili s planetom Merkurjem.
Častili so ga do 2. stoletja pr. n. št., ko je klinopis odšel v pozabo.

## Čaščenje izven Mezopotamije
Nabujev kult se je razširil tudi v Egipt, kjer postal eden od petih neegipčanskih bogov, ki so jih častili na Elefantini.
V Bibliji  (Izaija 46:1, Jeremija 48:1) je omenjen kot Nebó. V helenističnem obdobju so ga enačili z bogom Apolonom.
Kot bog pismenosti in  modrosti so ga povezovali z rimskim bogom Merkurjem in egipčanskim bogov Totom.

## Upodobitve
Nabujev kip iz Nimruda, postavljen med vladanjem asirskega kralja Tiglat-Pileserja III., je razstavljen v Britanskem muzeju v Londonu.